# 케크롭스 1세

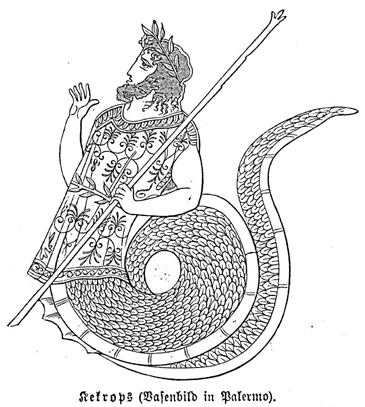
케크롭스 1세

케크롭스 1세(Cecrops, 그리스어: Κέκρωψ, Kékrōps)는 아테네의 전설적인 왕(재위:기원전 1556년 ~ 기원전 1506년)이었다. 이집트 출신이었다.

## 생애
케크롭스는 이집트 출신으로, 이집트 사이스의 영주의 둘째 아들이라 한다.
이름은 꼬리를 지닌 얼굴이라는 뜻으로 그는 땅에서 나왔다고 언급된다. 전설에 의하면 그는 하반신이 물고기인 인어라고 하는데 그리스 언어와 이집트 언어, 기타 이방의 언어를 두루 할 줄 알았기 때문이라고 한다. 그는 아테나 시를 실질적으로 창건하였는데 그 이전에도 땅에서 나온 아티카의 왕 악타에우스, 알랄코메네우스 등이 존재하였으나 그들의 행적은 잘 알려지지 않고 있다.
그는 문명의 영웅으로 아테나인에게 결혼, 독서, 쓰기, 장례식등을 가르쳤다. 일설에는 그가 이집트로부터 그리스에 제우스·아테나·헬리오스 등의 신앙을 전파하였다고 한다.
그의 치세중에 아테나는 아테네의 수호신이 되었는데 경쟁신은 포세이돈이었다.

## 같이 보기
- 케옵스

| 전임 악타에우스 | 제3대 아테나이의 왕 기원전 1556년 ~ 기원전 1506년 | 후임 크라나우스 |